# Бернадский, Геннадий Валентинович
Геннадий Валентинович Бернадский — советский и российский художник.

## Биография
Геннадий Бернадский родился в Симферополе 31 марта 1956, в семье народного художника России и Украины Валентина Даниловича Бернадского и художника-колориста Драгомировой Нины Степановны.
После окончания школы поступил в Крымское художественное училище, после третьего курса продолжил образование в Институте имени Репина, в мастерской Б. С. Угарова, окончив его с дипломом с отличием. Далее совершенствовал мастерство в аспирантуре под руководством В. М. Орешникова и Б. С. Угарова. В качестве дипломного проекта художник выбрал тему о жизни Александра Грина, творчество которого неразрывно связано с Крымом.
Жил, работал, выставлялся в Париже и Гааге, в течение трех лет. Персональные выставки проходили в Сан-Франциско, Лос-Анджелесе, Лондоне, Пекине, Шанхае, Санкт-Петербурге.
Включен в мировые справочники художников MAYER «Le livre international des ventes» 1993 г. и французский справочник художников G.SCHURR «Le Guidargus de la peinture» (du XIX-e siecle a nos jours) 1993 г.
Член Общероссийской общественной организации «Творческий союз художников России, Член Региональной творческой общественной организации „Санкт-Петербургский Союз художников“. Почетный член Российской Академии Художеств. Действительный член Петровской академии наук и искусств.
Работы находятся в государственном художественном музее им. Крошицкого, г. Севастополь, в Методическом фонде Научно-исследовательского музея института живописи, скульптуры и архитектуры им. И. Е. Репина, г. Санкт-Петербург, в музее национальностей г. Пекин, в Государственном художественном музее г. Харбин, в музее советского и русского искусства г. Шанхай, в музее современного искусства г. Цзинань и в частных коллекциях по всему миру.

Яркая живопись Геннадия Бернадского как будто выплёскивается из рамы навстречу зрителю, заполняет всё пространство вокруг, окутывая доверчивую душу любителя искусства радостной гаммой цвета. А если к этому прибавить счастливое сочетание высокой академической школы и дарованную природой, эмоциональную палитру, то мы получим подлинное произведение живописи, порой с неожиданным открытием нового взгляда на законную вечную красоту окружающего мира. Это есть лучшие качества талантливых отечественных художников, к числу которых относится Геннадий Бернадский.

(А. С. Чаркин Народный художник России, Академик Российской Академии художеств, Председатель Правления Санкт-Петербургского Союза художников. Геннадий Бернадский)

## Награды
- 2006 год — диплом Союза художников Санкт-Петербурга «За большой вклад в развитие российского изобразительного искусства»,
- 2008 год — номинант премии «Художник года Санкт-Петербурга»,
- 2009 год — диплом Первого Международного салона искусств[5], посвященного 285-летию Российской Академии художеств «За большой личный вклад в развитие искусства»,
- 2014 год — Благодарность министра культуры Российской Федерации (В. Р. Мединского) «За большой вклад в развитие культуры, многолетнюю плодотворную работу» ,
- 2018 год — Почетная грамота Министерства культуры Российской Федерации (Приказ № 44-ВН от 27 декабря 2018 г.)
- 2019 год- Благодарность Комитета по культуре Санкт-Петербурга « За значительный вклад в развитие сферы культуры Санкт-Петербурга» (Распоряжение Правительства Санкт-Петербурга № 1186 от 25.12.2019 г.)
- 2021 год — Благодарность Президента Российской Федерации В. Путина «За заслуги в развитии отечественной культуры и искусства, многолетнюю плодотворную деятельность» (Распоряжение Президента РФ № 56-рп от 05.03.2021 г. «О поощрении», дата опубликования 06.03.2021 г.)